# صحراء وشبه صحراء خليج عمان
صحراء وشبه صحراء خليج عمان هي منطقة بيئية على الخليج العربي وخليج عمان في سلطنة عمان والإمارات العربية المتحدة في الطرف الشمالي لشبه الجزيرة العربية. يتسم المناخ في المنطقة بالحرارة والجفاف، مع انتشار السهول الحصوية والسافانا مع أشجار الصبار الشوكية للداخل من الساحل. ينتشر خليط من البيئات على طول الساحل مثل مستنقعات الأيكة الساحلية والبحيرات الشاطئية والسهول الطينية. تنتشر في البحيرات الشاطئية القرم البحري والسافانا والغاف الرمادي والسنط الملتوي. تعد ولاية مصيرة منطقة تزاوج مهمة للسلحفاة البحرية ضخمة الرأس وغيرها من سلاحف البحر، بالإضافة إلى عدد كبير من الطيور المهاجرة والمقيمة على حد سواء. تتمتع بعض المناطق بالحماية، وإن كانت المنطقة في تدهور بسبب الرعي الجائر خاصة الجمال والماعز، كما أنها معرضة لمخاطر انسكاب النفط والقيادة خارج الطريق والصيد المحظور.

## الموقع والوصف
في عمان، تشمل هذه المنطقة البيئية شبه جزيرة مسندم، وهي جيب عمان داخل دولة الإمارات العربية المتحدة على مضيق هرمز، مدخل الخليج العربي. في الجزء الرئيسي من عمان تشمل السهل الساحلي لمنطقة الباطنة على خليج عمان وتمتد لتشمل مسقط وإلى الشواطئ والكثبان الرملية في المنطقة الشرقية، وتمتد جنوباً من نقطة رأس الحد على طول الساحل إلى جزيرة مصيرة الصحراوية، وتضم أيضًا شريطًا داخليًا يمتد إلى الجنوب الغربي من جبال الحجر. في دولة الإمارات العربية المتحدة تغطي السهول المحيطة بجبال الحجر في الشرق، في إمارات دبي والشارقة ورأس الخيمة، وساحل الباطنة في البلاد حول الفجيرة.
تحتوي هذه المنطقة البيئية الجافة على مزيج من البيئات بما في ذلك مستنقعات الأيكة الساحلية والبحيرات الشاطئية والسهول الطينية على الساحل والسهول الحصوية والسافانا مع أشجار السنط الشائكة في الداخل، وفي الخلفية جبال مسندم وجبال الحجر. المناخ حار وجاف مع درجات حرارة تصل إلى 49 درجة مئوية (120 درجة فهرنهايت) وقلة هطول الأمطار، وخاصة على ساحل الخليج العربي في دولة الإمارات العربية المتحدة. تتساقط الأمطار بكثرة على خليج عمان وتوفر الرطوبة على كل من الساحلين.

## الحياة النباتية
تتكون أشجار المنغروف الساحلية من القرم البحري، كما تشمل أشجار السافانا الداخلية نبات السدر (شوكة المسيح العناب)،والغاف الرمادي، والسنط الملتوي، بينما تعد الجبال موطنًا لنباتات التين صفصافي الأوراق والتورتيليس.